# Questions de méthode
Questions de méthode est un ouvrage de philosophie de Jean-Paul Sartre paru initialement en revue en 1957. Il est ensuite re-publié avec la Critique de la raison dialectique en 1960.
Dans cette édition Questions de méthode précède la Critique de la raison dialectique mais l'ordre devrait être inverse puisque la Critique de la raison dialectique est censé « constituer les fondations critiques » de Questions de méthode. La suite de Questions de méthode, ou plutôt l'application de la méthode sartrienne à un cas concret est réalisé dans la dernière grande œuvre de Sartre, L'Idiot de la famille qui est consacré à Gustave Flaubert. 

## Contexte
Comme l'indique Sartre, à l'origine ce texte est une commande d'une revue polonaise qui lui avait demandé pendant l'automne 1957 d'écrire un article sur la « situation de l'existentialisme en 1957 ». Ce texte fut ensuite modifié pour paraître la même année dans la revue Les Temps Modernes. Ainsi, le texte de base intitulé : Existentialisme et marxisme devint Questions de méthode.  

## Contenu
- I. Marxisme et existentialisme
- II. Le problème des médiations et des disciplines auxiliaires
- III. La méthode progressive-régressive
- Conclusion

### Marxisme et existentialisme
Dans cette première partie Sartre situe l'existentialisme par rapport au marxisme, pour cela il présente une conception de l'histoire de la philosophie. 
L'analyse de Sartre s'attarde principalement sur la séquence et la succession suivante : Hegel - Kierkegaard - Marx - Karl Jaspers - Georg Lukács - Sartre. 

#### Une vision de l'histoire et du rôle de la philosophie
Sartre commence en remarquant que la philosophie n'existe pas, mais qu'il y a des philosophes. Il arrive qu'en certaines circonstances, une philosophie donne son expression au mouvement général de la société. Une philosophie peut ainsi illustrer une époque, elle devient son miroir. Pour cela, cette philosophie doit se présenter comme la totalisation du savoir de cette époque. 
Sartre distingue trois moment philosophiques entre le XVIIe siècle et le XXe siècle : d'abord Descartes et Locke, puis Kant et Hegel et enfin Marx.
La philosophie qui totalise le savoir de son époque et qui reflète sa société est liée à la classe montante. Ainsi, le cartésianisme, avec son rationalisme révèle à une bourgeoisie de marchands, de juristes et de banquiers quelque chose d'elle-même. Le kantisme quant à lui représente et s'adresse à une bourgeoisie industrielle avec des savants et qui rêve de l'homme universel.
Chacune de ces philosophies devient le milieu, le terreau de toute pensée, c'est en ce sens qu'elles sont indépassables, et elles le sont tant que l'époque dont elles sont l'expression n'est pas passé (ou n'a pas été dépassé dans la terminologie sartrienne).
Ainsi, selon Sartre, son époque est le moment philosophique du marxisme et non celui de l'existentialisme. Le marxisme représente alors la philosophie et l'existentialisme n'est qu'une idéologie. Afin de préciser le rapport de l'existentialisme au marxisme, Sartre examine le rapport de Kierkegaard à Hegel qui est semblable.

#### Kierkegaard contre Hegel
Pour Sartre, la plus ample totalisation philosophique est l'hégélianisme. Comme il l'écrit :
« En face de Hegel, Kierkegaard semble compter à peine ; ce n'est assurément pas un philosophe ; ce titre, d'ailleurs, il l'a refusé lui-même. En fait, c'est un chrétien qui ne veut pas se faire enfermer dans le système et qui affirme sans relâche contre l'"intellectualisme" de Hegel l'irréductibilité et la spécificité du vécu. »
Avec Hegel et son système, le Savoir se déploie, le savoir absolu avance et intègre tout, les oppositions ne sont que des moments qui s'intègrent, les contradictions se résolvent dans un savoir supérieur. Kierkegaard s'oppose à cela, il pense qu'il existe un certain type de savoir que Hegel ne peut intégrer, c'est le vécu. La vie subjective ou la vie intime, le sentiment que nous avons de nous-même, bref, ce que Kierkegaard appelle l'existence n'est pas l'objet d'un savoir. La douleur ne peut être ni changée, ni dépassée par le savoir, elle est irréductible. Kierkegaard réussit ainsi à détruire l'idéalisme absolu de Hegel : «  ce ne sont pas les idées qui changent les hommes, il ne suffit pas de connaître une passion par sa cause pour la supprimer, il faut la vivre, y opposer d'autres passions, la combattre avec ténacité, bref se travailler. »

#### Marx contre Hegel
Marx s'attaque aussi à l'idéalisme de Hegel, la pensée n'est pas première, le reproche est le même que celui de Kierkegaard, mais Marx ne place pas le vécu en première ligne, mais l'action, la praxis et le travail. Marx reproche à Hegel d'avoir confondu l'objectivation avec l'aliénation. Pour qu'il y ait objectivation, pour que l'homme se retrouve à nouveau dans son travail, l'homme doit lutter contre son aliénation, il doit se produire et se faire dans l'action révolutionnaire.

#### Jaspers contre Marx
L'existentialisme de Kierkegaard était une critique idéaliste contre l'idéalisme de Hegel. Avec le déclin de l'hégélianisme, l'existentialisme de Kierkegaard a subi une éclipse. 
Pour contrer le marxisme, la pensée bourgeoise fit d'abord appel aux post-kantiens, à Kant et à Descartes. 
C'est avec Karl Jaspers qu'on observe un retour de Kierkegaard. Selon Sartre, c'est de manière sournoise et sans originalité que Jaspers tente de ressusciter le transcendant et de contrer le marxisme en rejouant la partie de Kierkegaard contre Hegel : « Ce n'est plus le refus du Savoir, c'est celui de la praxis. Kierkegaard ne voulait pas figurer comme concept dans le système hégélien, Jaspers refuse de coopérer comme individu à l'Histoire que font les marxistes. » Si la position de Kierkegaard réalisait un progrès sur celle de Hegel parce qu'elle affirmait la réalité du vécu, la position de Jaspers représente une régression pour Sartre puisqu'elle ne veut pas voir justement cette réalité, l'Histoire.

#### Un autre existentialisme
À côté de l'existentialisme de Jaspers, il y a un autre existentialisme qui s'est développé en marge et non contre le marxisme, c'est de celui-ci que Sartre se réclame. Il faudra attendre la guerre, l'Occupation et la Résistance pour que Sartre prenne pleinement conscience du rôle de l'histoire, de la lutte des classes, etc. 
Pourtant, même à ce stade-là, même cet existentialisme-là garde son autonomie et refuse de se dissoudre dans le marxisme. Pourquoi ?

#### Lukacs contre l'existentialisme
Pour Georg Lukacs, si l'existentialisme résiste c'est parce qu'il s'agit d'une philosophie bourgeoise déguisée. Au conflit entre l'idéalisme et le matérialisme, la bourgeoisie aurait inventé une troisième voie (l'existentialisme) mais qui demeure en fait de l'idéalisme.

#### Problèmes du marxisme
Sartre se retrouve dans la situation suivante : il considère que le matérialisme historique fournit la seule interprétation valable de l'Histoire mais en même temps il considère que l'existentialisme est la seule approche concrète de la réalité. Pourquoi cette contradiction ? Pourquoi le marxisme n'est-il plus une approche concrète de la réalité ?
Parce que, nous dit Sartre : « le marxisme s'est arrêté. » La responsabilité en revient à l'URSS et à plusieurs intellectuels marxistes.
Le véritable marxisme est heuristique mais il ne l'est plus. Alors qu'il cherchait le tout à travers les parties, désormais il guide sa recherche à partir de certains principes qu'il croit établis et liquide les particularités. Le marxisme ne procède plus à des recherches, il pose d'entrée ses concepts et plie ensuite la réalité à ses concepts plutôt que de les déduire du réel.  
La théorie de la connaissance demeure le point faible du marxisme. Le marxisme se prend maintenant pour le Savoir absolu de Hegel, il se place dans une position de pure extériorité d'où il contemple le monde. Le marxisme a oublié qu'il existe un double mouvement dialectique et qu'en agissant sur le monde, le monde agit aussi sur lui. Ainsi, la bourgeoisie n'est pas une entité mais doit être un régulateur ; or, en s'arrêtant, le marxisme a figé son savoir.

### Le problème des médiations et des disciplines auxiliaires
Dans cette partie Sartre développe les problèmes du marxisme dans son rapport on son absence de rapport avec d'autres méthodes, notamment la sienne ou celle de la psychanalyse.

#### Suite sur les problèmes méthodologique du marxisme
Sartre s'attaque à nouveau à un certain marxisme, celui d'Engels ou de Roger Garaudy, qu'il juge dogmatique parce qu'il prend les résultats du marxisme pour des vérités concrètes alors qu'il ne s'agit que de principes directeurs pour Sartre.
Cette mauvaise démarche est illustrée par Engels dans la Dialectique de la nature, il pense qu'après avoir découvert la raison dialectique dans l'histoire, il peut à présent la retrouver dans la nature. Il essaie alors de montrer que la nature se développe aussi d'une manière dialectique. Pour Sartre un tel ouvrage est aberrant et il recèle un sérieux problème méthodologique puisqu'il ne part pas d'une étude de la nature pour ensuite, éventuellement, en déduire une dialectique, mais il ouvre sa recherche en étant persuadé qu'il va trouver une dialectique dans la nature.

#### L'erreur de Lukacs
L'erreur méthodologique d'Engels se retrouve chez Lukács quand il s'exprime sur les existentialistes, car il utilise des principes a priori. Pour lui, l'existentialisme représente le discours de la petite bourgeoisie ou de la bourgeoisie. 
Selon Lukács, l'existentialisme allemand avec Heidegger se transforme en activisme politique sous l'influence des nazis, la petite bourgeoisie étant nazie l'existentialisme le devient aussi. 
En France, la petite bourgeoisie étant opprimée par l'occupation allemande, l'existentialisme français devient alors libéral et antifasciste. 
Sartre refuse cette explication simpliste, il y a déjà un existentialiste allemand qui échappe à l'explication de Lukács, il s'agit de Jaspers. Loin d'être simplement l'expression d'une classe, il y a dans l'existentialisme un long travail et une véritable dialectique qui va de Brentano à Husserl puis de Husserl à Heidegger, en passant par Scheler et Jaspers. Enfin, autre problème de l'explication de Lukács, l'existentialisme français s'est construit sur celui allemand au moment où il était censé être en plein activisme. Pour Sartre, d'un auteur à un autre, il y a un mouvement complexe d'influences, d'oppositions (partielles ou complètes) et le tout forme une « histoire régionale » que Lukacs ne peut comprendre en raison de sa méthode.

#### L'apport de la psychanalyse
Le marxisme se méfie de la psychanalyse, elle aussi est souvent tenue pour une idéologie bourgeoise. Sartre regrette ce désintérêt pour la psychanalyse, comme il l'écrit : « Les marxistes d'aujourd'hui n'ont souci que des adultes : on croirait à les lire que nous naissons à l'âge où nous gagnons notre premier salaire [...] » Encore une fois, ce marxisme oublie les individus, ainsi l'aliénation n'existe que sous la forme de l'aliénation économique et oublie des formes antérieures d'aliénation notamment dans les familles. 
Pour Sartre, la psychanalyse ne possède pas de bases solides mais elle est une méthode que le marxisme devrait intégrer, comme lui l'a fait, pour mieux comprendre comment un enfant s'insère et vit les relations avec une famille donnée à une époque donnée, ou un homme dans sa classe. 
La psychanalyse, loin de mettre en danger le marxisme puisqu'elle ne met pas en question la priorité des institutions (la famille en premier lieu), permet de comprendre comment un individu vit une situation, comment il est influencé et s'influence pour résoudre des complexes.

#### Le marxisme peut-il comprendre un homme?
En procédant du dehors, en appliquant a priori des principes, le marxisme s'interdit pour Sartre de comprendre un homme.
Un exemple typique vient d'Engels qui explique que, si Napoléon n'avait pas existé, un autre général aurait pris et joué son rôle. Le problème, explique Sartre, est qu'en procédant ainsi on comprend le rôle, sa place, mais on ne comprendera jamais rien à Napoléon, pourquoi est-ce lui et non un autre qui joua ce jeu ?  
Tout le problème est là pour Sartre, en variant l'exemple : « Valéry est un intellectuel petit-bourgeois, cela ne fait pas de doute. Mais tout intellectuel petit-bourgeois n'est pas Valéry. » Valéry n'est pas que l'expression de la petite bourgeoisie, il y a aussi là un individu concret qui appartient certes à une classe, et qui peut la refléter, mais qui vit cette relation à une classe, qui l'exprime d'une manière qui lui est propre.

#### La méthode d'Henri Lefebvre
Comment comprendre un homme ? Comment intégrer l'existentialisme, la psychanalyse au marxisme ? Sartre trouve une méthode qui lui convient parfaitement chez un sociologue marxiste, Henri Lefebvre.
Henri Lefebvre remarque en étudiant la paysannerie qu'il est possible de distinguer une complexité horizontale et une complexité verticale. La complexité horizontale renvoie à un groupe avec des techniques, des rapports de production, et un rapport du groupe aux collectivités nationales et internationales. La complexité verticale renvoie elle à ce qui est historique, rapport des générations, etc. Ces deux complexités agissent et réagissent l'une sur l'autre. Pour les étudier il convient de procéder en trois temps : 
- Premièrement : une phase de description, observation avec un regard informé par l'expérience et une théorie générale.
- Deuxièmement : une phase analytico-régressive, retour en arrière pour tenter de dater et de définir l'objet.
- Troisièmement : une phase historico-génétique (ou synthético-progressive), il s'agit alors de retrouver le présent mais élucidé, compris, expliqué par le passé et la description.

### La méthode progressive-régressive
Sartre concilie l'existentialisme et le marxisme, une doctrine profondément anti-déterminisme et une autre qui s'affirme comme mécaniciste, à travers une méthode d'analyse de l'Histoire appelée "méthode progressive-régressive". Sartre considère que l'Histoire que font les hommes est certes déterminée par les conditions sociales des hommes de ce temps, empruntant là au matérialisme marxien, mais il ajoute qu'il ne faut pas négliger le caractère existentialiste de l'homme, à savoir l'idée selon laquelle l'homme, par ses actions, se détermine et ainsi détermine également l'Histoire.